# مسجد المنارتين
مسجد المنارتين أو مسجد بني دينار، يوجد في المدينة المنورة سمي مسجد المنارتين لوقوعه قرب الجبلين المعروفين بالمنارتين، يقع علي يمين طريق مكة القديم بين مسجد العنبرية والطريق الدائري الثاني وتلي المسجد محطة للبنزين، وكان عبارة عن رضم حجارة، ونظراً لأهميته التاريخية أعيد بناؤه وتوسعته في عهد خادم الحرمين الشريفين الملك فهد بن عبد العزيز آل سعود سنة 1424هـ/2003م،

## الموقع
يقع في المدينة المنورة وكان مبنيا في عهد الصحابة، وسمي بذلك لوقوعه في منازل بني دينار، وآثاره المتهدمة موجودة إلى اليوم، ويقع في الحرة الغربية حي الخضر خلف محطة العساف، وقد روى ابن زبالة ويحيى عن طريقه عن حرام بن سعد بن محيصه: أن رسول الله صلى الله عليه وسلم صلى في المسجد الذي يأصل المغارتين في طريق العقيق.

## أسماء المسجد
- يقال له مسجد المنارتين لوقوعه قرب المنارتين، وهما الجبلان الأصفران من ناحية الشمال من الحرة، ويعرفان اليوم الاصيفرين
- يقال له مسجد بني دينار الأعلى لوقوعه قرب نقب بني دينار
- يقال له مسجد الخضر.[3]